# Lawrence Lartey
Lawrence Lartey (Accra, 23 marzo 1994) è un calciatore ghanese, difensore dell'Al-Jadida Bengasi.

## Carriera

### Club
Tra il 2012 ed il 2015 ha giocato complessivamente 19 partite nella prima divisione ghanese con la maglia dell'Ashanti Gold; successivamente tra il 2015 ed il 2017 ha giocato complessivamente 33 partite nella prima divisione sudafricana con la maglia dell'Ajax Cape Town. Nel 2017 è stato per un breve periodo tesserato del Club Africain, club della prima divisione tunisina, con cui non ha però mai giocato in partite di campionato; ha poi vestito per sette anni consecutivi la maglia dell'Awassa City, nella prima divisione etiope.

### Nazionale
Nel 2013 ha conquistato un terzo posto ai Mondiali Under-20.
Nel 2015 ha giocato 3 partite con la nazionale maggiore ghanese (una in amichevole e due nelle qualificazioni al campionato delle nazioni africane 2016).